# Конвеєризація
Конвеєризація запровадження у виробничий процес транспортуючих машин безперервної або пульсуючої дії, завдяки яким забезпечуються механізація та автоматизація виробництва загалом та робочих місць, дільниць зокрема. 
- механізація виробничих процесів за допомогою транспортуючих машин безперервної дії;
- прискорення виконання команд в обчислювальних пристроях ЕОМ шляхом суміщення певних стадій їх виконання в часі.